# ميخائيل كوان (مغني)
ميخائيل كوان (بالصينية: 關正傑) هو مغني ومهندس معماري صيني، ولد في 27 مارس 1949.

## وصلات خارجية
- مايكل جوان على موقع ميوزك برينز (الإنجليزية)
- مايكل جوان على موقع أول ميوزيك (الإنجليزية)
- مايكل جوان على موقع ديسكوغز (الإنجليزية)